# Chillogallo (parada)
La parada Chillogallo forma parte del Corredor Sur Occidental, en Quito, Ecuador.
Opera con distintas líneas la cual tiene un intervalo de cada 3 minutos. Con éstas se conectan hacia el norte y el sur. Esta estación transporta más de 1000 pasajeros al día, ya que se conecta brevemente con La Merced, Santa Rosa y Chillogallo.
- Datos: Q5766440